# Довбуш і Дзвінка (водоспади)
До́вбуш і Дзві́нка (інша назва — Заборо́нене коха́ння) — абсолютно дикі та невідомі широкому загалу водоспади в Українських Карпатах (масив Покутсько-Буковинські Карпати) на потоці Ворохтич, правий доплив р. Великорожинки (басейн Черемошу), в присілку Лужки села Великий Рожин Косівського району Івано-Франківської області. Водоспади розташовані на відстані 20 м один від одного та приблизно за 8 км від автошляху Р 62 (Чернівці — Криворівня).
Загальна висота перепаду води — бл. 14 і 10 м відповідно. Водоспади утворилися в місці, де потік перетинає потужну товщу флішу. Попри те, що до них веде польова дорога, водоспади туристично необлаштовані та схили їх стрімкі, що перешкоджає спуску; маловідомі. Особливо мальовничі після рясних дощів або під час танення снігу.

## Етимологія назви
За місцевими переказами, водоспади названі на честь Олекси Довбуша та його коханої Дзвінки.

## Світлини та відео

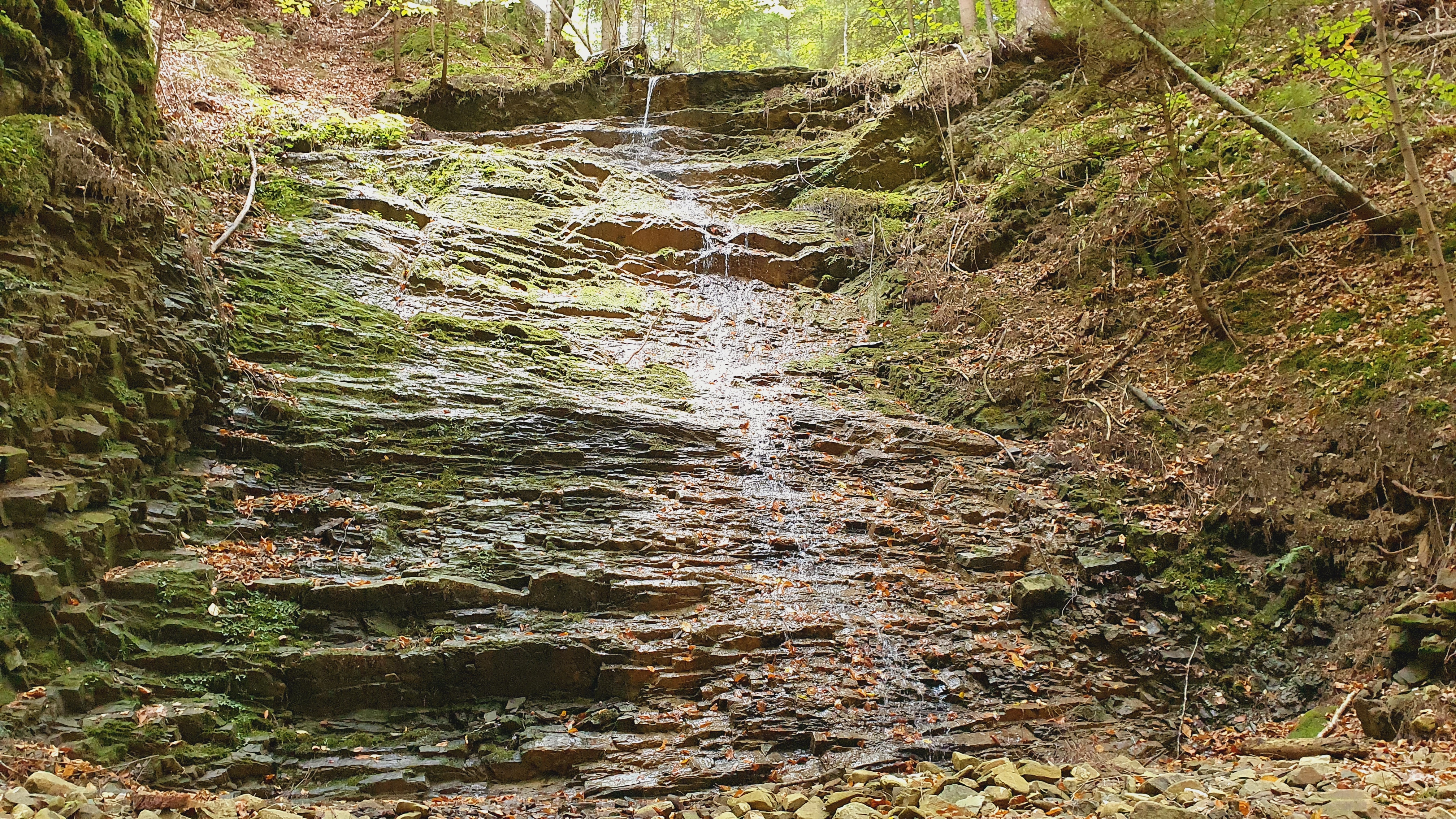
Водоспад Дзвінка
- Відео водоспадів